# 석정로
석정로(石井路)는 인천광역시 미추홀구 숭의동 남부역삼거리에서 부평구 십정동 벽돌막사거리까지를 잇는 도로이다. 벽돌막사거리를 통해 열우물로로 연결됨 도화오거리~능안삼거리구간의 예전명칭은 인천대길이었으며, 새주소 정비사업에 따라 변경됨.

## 경유지
- 남부역삼거리 - 숭의로터리 - 인천축구전용경기장 - 숭의시장사거리 - 박문삼거리 - 선인재단 - 제물포역입구 - 도화지구대 - 도화오거리 - 주안역입구교차로 - 주영로입구 - 이화사거리 - 간석역입구 - 벽돌막사거리

## 사진

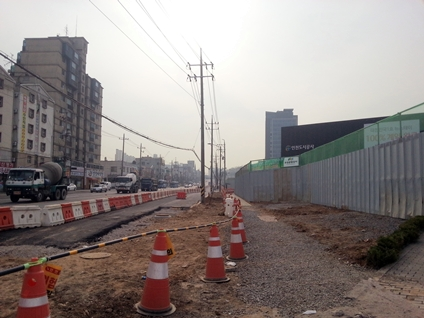
도화오거리에서 제물포역 방향